# Apologia Skanderbega
Apologia Skanderbega (alb. Apologjia e Skënderbeut) – wydana w Wenecji w 1636 roku książka autorstwa Franga Bardhiego. Dokładny tytuł książki to Georgius Castriottus Epirensis vulgo Scanderbegh, Epirotarum Princeps fortissimus ac invictissimus suis et Patriae restitutus (pol. Jerzy Kastriota z Epiru, powszechnie znany jako Skanderbeg, najsilniejszy i najbardziej niezwyciężony książę Epirotów, który powrócił do własnego kraju).

## Opis
W 1631 lub 1632 roku bośniacki biskup Ivan Tomko Marnavić opublikował pracę, w której stwierdził, że albański bohater narodowy Skanderbeg miał bośniackie pochodzenie. Frang Bardhi opublikował Apologię Skanderbega w celu obalenia tej tezy; jednymi z przedstawionych dowodów na albańskie pochodzenie Skanderbega były mity i ludowe opowieści o nim.